# شعبی
شعبی (عربی: شعبي‎) یا چابی (به انگلیسی: Chaabi) موسیقی سنتی الجزیره است که توسط الحاج محمد العنقا به‌صورت رسمی درآمده است، و در اصطلاح «عامیانه» به آهنگ عامه‌پسند اشاره دارد. موسیقی سنتی الجزایر غنی از آداب و رسوم و سنت‌ها محسوب می‌شود و با ملودی‌های زیبا و شگفت‌انگیز خود، نمایانگر مردم است. موسیقی فولکلوریک «شعبی» بسیار محبوب است و اشعار آن معانی شاعرانه زیبایی دارند که تصویری از زندگی روزمره یا روان اجراکننده در الجزایر ارائه می‌دهند.
موسیقی معروف به شعبی که در اصل از قصبه الجزایر آمده، به یک سنت جدید تعلق دارد. این سبک در دهه ۱۹۳۰ پدیدار شد و با الهام از سنت‌های آوازی موسیقی اندلس، مانند تواشیح، و با استفاده از مدها و ریتم‌های آن، تا به امروز محبوب مانده است. شعبی به‌معنای «مردمی» است و قطعاً موسیقی مردم است، حتی در کشوری که موسیقی رای حرف اول و آخر را می‌زند.
یک آهنگ معمولی شامل آوازهای حزن‌انگیز عربی-بربری است که در پس‌زمینه ارکستری متشکل از دوازده نوازنده قرار دارد، و ویولن‌ها و ماندولین‌ها با ملودی پیانو و ضربات سازهای کوبه‌ای هماهنگ می‌شوند. شعبی بخشی از موسیقی عمیقاً سنتی است و اشعار آن اغلب حاوی پیام اخلاقی قوی است.
در ابتدا شعبی یک ژانر پرجنجال بود و پشت درهای بسته یا در مکان‌های خاصی به نام «محچاچات» (خلوت‌گاه‌های کانابیس) رونق داشت، جایی که طرفداران این موسیقی برای نوشیدن قهوه، چای یا سیگار کشیدن به آن‌جا می‌رفتند. در اواخر دهه ۱۹۵۰ این موسیقی به موسیقی مردم تبدیل شده بود و در عروسی‌ها و جشنواره‌های مذهبی نواخته می‌شد. از جمله نمایندگان اصلی شعبی می‌توان به خواننده ساکن وهران، لیلی لباسّی، الحاج محمد العنقا پدر شعبی، و دحمان الحراشی سراینده ترانه کلاسیک مهاجرت «یا رایح» اشاره کرد.
در سال ۲۰۱۱ سافینز بوسبیا مستندی درباره موسیقی شعبی کارگردانی کرد. برای ساخت این مستند بیش از هفت سال طول کشید تا اعضای یهودی و مسلمان یک گروه حبشی از الجزایر استعماری معروف به ال گوستو گرد هم آیند.

## ویژگی‌های موسیقی شعبی
آنچه شعبی الجزایری را متمایز می‌کند، صداها و اشعاری است که خاطرات غم‌انگیز گذشته، احساسات دلگرم‌کننده و یا عاشقانه، اوقات خوش با دوستان و خاطرات را در پس‌زمینه‌ای زیبا از الجزایر نشان می‌دهد. این موسیقی واقعیت زندگی را توصیف می‌کند و حتی شامل داستان‌ها و حکایت‌هایی مانند داستان‌های پیامبر اسلام و روایت‌های مذهبی می‌شود. کلمات تصاویر شگفت‌انگیزی خلق می‌کنند. امروزه صدها خواننده از موسیقی رای که در سراسر جهان شنیده می‌شود، الهام می‌گیرند.